# Bu (längdenhet)
Bu (步; bù) är en traditionell kinesisk längdenhet. En bu är i grunden längden för två steg, och genom historien har dess längd varierat i spannet 128 till 192 centimeter. Definitionen har växlat under dynastierna genom dess olika förhållande till enheterna chi och li.
Under Zhoudynastin (1046 f.Kr.–256 f.Kr.) gick det åtta chi på en bu, och 300 bu på en li. En bu var då estimerad till 128 eller 136 centimeter.  Under Qindynastin (221 f.Kr.–206 f.Kr.) standardiserades att en bu var sex chi, och en bu var då ungefär 139 centimeter. Denna definitionen stod sig även under Handynastin (206 f.Kr.–220). Under Suidynastin (581–618) standardiserades att en li motsvarade 360 bu, och att det gick fem chi på en bu. En bu var då ungefär 148 centimeter.